# پایگاه‌داده امنیست

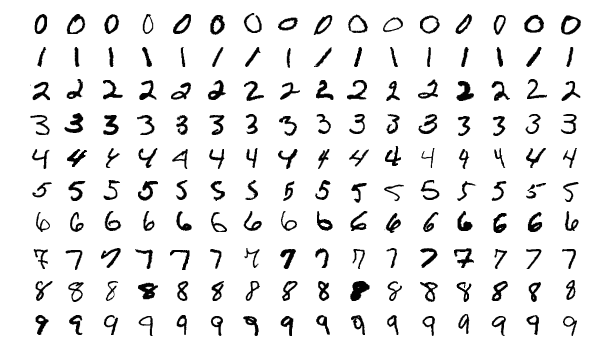
تصاویر نمونه از مجموعه داده‌های تست ام‌ان‌آی‌اس‌تی

پایگاه‌داده امنیست (برگرفته Modified National Institute of Standards and Technology database) یک پایگاه داده بزرگ در مؤسسه ملی فناوری و استانداردهای آمریکاست که متشکل از ارقام دست‌نویس است و معمولاً برای آموزش سیستم‌های مختلف پردازش تصویر استفاده می‌شود. این پایگاه داده همچنین به‌طور گسترده‌ای برای آموزش و آزمایش در زمینه یادگیری ماشین استفاده می‌شود. این مجموعه با ادغام کردن داده‌های مجموعه‌های اصلی ام‌ان‌آی‌اس‌تی ایجاد شده‌است. از آنجایی که مجموعه داده‌های آموزشی ام‌ان‌آی‌اس‌تی از کارمندان اداره سرشماری آمریکا، و مجموعه داده آزمایشی از دانش آموزان دبیرستانی آمریکایی جمع‌آوری شده بودند، سازندگان این دیتابیس گمان می‌کردند که این مجموعه برای آزمایش‌های یادگیری ماشین مناسب نیست. علاوه بر این، تصاویر سیاه و سفید مجموعه ام‌ان‌آی‌اس‌تی نرمال سازی شدند تا در فضای ۲۸x۲۸ پیکسل قرار بگیرند و همچنین عملیات هموار سازی که باعث پدید آمدن تصاویر طیف خاکستری شد.
پایگاه داده‌ام‌ان‌آی‌اس‌تی شامل ۶۰ هزار تصویر آموزشی و ۱۰ هزار تصویر آزمایشی است. نیمی از مجموعه آموزشی و نیمی از مجموعه تست از مجموعه داده آموزشی مؤسسه ملی فناوری و استانداردها گرفته شده‌است، در حالی که نیمی دیگر از مجموعه آموزشی و نیمی دیگر از مجموعه تست، از مجموعه داده‌های آزمایشی ام‌ان‌آی‌اس‌تی گرفته شده‌است. سازندگان اصلی پایگاه داده، فهرستی از برخی روش‌های آزمایش شده بر روی آن را ساخته‌اند. در مقاله اصلی خود، آنها توسط روش ماشین بردار پشتیبان، به نرخ خطی ۰٫۸٪ دست یافته‌اند. مجموعه داده گسترش یافته‌ای شبیه به ام‌ان‌آی‌اس‌تی به نام ای‌ام‌ان‌آی‌اس‌تی نیز در سال ۲۰۱۷ منتشر شد، که شامل ۲۴۰ هزار تصویر آموزشی و ۴۰ هزار تصویر آزمایشی از ارقام و کاراکترهای دست‌نویس است.

## تاریخچه
مجموعه تصاویر در پایگاه داده‌ام‌ان‌آی‌اس‌تی در سال ۱۹۹۴ توسط ترکیبی از دو پایگاه داده مؤسسه ملی فناوری و استانداردها ایجاد شد: پایگاه داده ویژه ۱ و پایگاه داده ویژه ۳. پایگاه داده ویژه ۱ و پایگاه داده ویژه ۳، به ترتیب شامل ارقامی است که توسط دانش آموزان دبیرستانی و کارمندان اداره سرشماری ایالات متحده نوشته شده‌اند.

## عملکرد
برخی از محققان با استفاده از مجموعه‌ای از شبکه‌های عصبی به «عملکرد نزدیک به انسان» در پایگاه داده‌ام‌ان‌آی‌اس‌تی دست یافته‌اند. در همان مقاله، نویسندگان به عملکردی دو برابر انسان‌ها در سایر کارهای تشخیص دست می‌یابند. بالاترین میزان خطای فهرست شده در وب سایت اصلی پایگاه داده ۱۲ درصد است که با استفاده از یک طبقه‌بندی خطی ساده و بدون پیش پردازش به دست می‌آید.
در سال ۲۰۰۴، بهترین نتیجه با نرخ خطای ۰٫۴۲ درصدی روی پایگاه داده با استفاده از طبقه‌بندی‌کننده جدیدی به نام LIRA به دست آمد که یک طبقه‌بندی عصبی با سه لایه نورونی بر اساس اصول پرسپترون روزنبلات است.
برخی از محققان، پایگاه داده را تحت تبدیل‌هایی قرار داده و سپس سیستم‌های هوش مصنوعی را با استفاده از آن پایگاه داده، آزمایش کرده‌اند. سیستم‌های استفاده شده در این موارد، معمولاً شبکه‌های عصبی و تبدیل‌هایی مورد استفاده معمولاً تبدیل‌ آفین یا تغییر شکل (مهندسی) هستند. گاهی اوقات، این سیستم‌ها می‌توانند بسیار موفق باشند. یکی از موارد موفق، سیستمی است که با استفاده از پایگاه داده، به نرخ خطای ۰٫۳۹ درصد دست یافت.
در سال ۲۰۱۱، نرخ خطای ۰٫۲۷ درصد، که نسبت به بهترین نتیجه قبلی بهبود یافته بود، توسط محققان با استفاده از سیستم مشابهی از شبکه‌های عصبی گزارش شد. در سال ۲۰۱۳ ادعا شد که رویکردی مبتنی بر رگولاسیون شبکه‌های عصبی با استفاده از DropConnect، موفق به دستیابی به نرخ خطای ۰٫۲۱ درصدی می‌شود. در سال ۲۰۱۶، بهترین عملکرد شبکه عصبی کانولوشن ۰٫۲۵ درصد بود. از آگوست ۲۰۱۸، بهترین عملکرد یک شبکه عصبی کانولوشنال که با استفاده از داده‌های آموزشی MNIST بدون افزایش داده آموزش داده شده باشد، ۰٫۲۵ درصد نرخ خطا است. همچنین، مرکز محاسبات موازی (خملنیتسکی، اوکراین) مجموعه ای از تنها ۵ شبکه عصبی کانولوشنال را به دست آورد که با استفاده از پایگاه داده MNIST، به نرخ خطای ۰٫۲۱ درصد دست می‌یابد. برخی از تصاویر در مجموعه داده آزمایش، به سختی قابل خواندن هستند و ممکن است از رسیدن به نرخ خطای تست ۰٪ جلوگیری کنند. در سال ۲۰۱۸، محققان دپارتمان سیستم و مهندسی اطلاعات در دانشگاه ویرجینیا، با استفاده از به‌کارگیری سه نوع شبکه عصبی به‌طور همزمان (شبکه‌های عصبی کاملاً متصل، بازگشتی و کانولوشن) نرخ خطای ۰٫۱۸ درصدی را اعلام کردند.